# Eyvind Johnson
Eyvind Johnson, nato Olof Edvin Verner Jonsson (Svartbjörnsbyn, 29 luglio 1900 – Stoccolma, 25 agosto 1976), è stato uno scrittore e traduttore svedese.
Diventò membro dell'Accademia Svedese nel 1957 e nel 1974 fu insignito del Premio Nobel per la letteratura insieme a Harry Martinson con la seguente motivazione:

## Biografia

### Infanzia e gioventù
Eyvind nacque, battezzato Olof Edvin Verner, in un piccolo centro del Nord della Svezia, nei pressi di Överluleå da Olof Petter Jonsson e Cevia Gustafsdotter, minatori dello Värmland. All'età di tre anni perse il padre, ammalatosi di silicosi a causa del suo lavoro nelle cave e venne adottato dallo zio Anders Johan Rost anch'egli minatore. All'età di tredici anni si trasferisce con la famiglia adottiva a Hedberget una cava di pietra pochi chilometri a Sud di Murjek dove lo zio era stato assunto come minatore. Qui impara a leggere e scrivere, per lo più da autodidatta. Un anno dopo lascia la famiglia e comincia a lavorare dapprima come cameriere, poi come autista e infine in una segheria. Durante queste prime esperienze di lavoro ha occasione di conoscere rappresentanti dei sindacati dei lavoratori e militanti del Ungsocialisterna un'associazione politica di stampo socialdemocratico. Insieme ad essi nel 1919 è a Stoccolma per una protesta in favore dei diritti dei lavoratori e ha occasione di scrivere articoli di denuncia per giornali di sinistra quali Brand, Syndakalisten e Arbetaren.

### Formazione e debutto
In seguito viaggia per studio a Berlino e Parigi e debutta nel 1924 con la raccolta di racconti I quattro sconosciuti (in svedese: De fyra främlingarna). Tra gli scrittori di origine proletaria svedesi è il primo a introdurre nelle sue opere le tecniche narrative del modernismo letterario come il Monologo interiore e il flusso di coscienza che mutua da James Joyce, Marcel Proust e William Faulkner.
Nel 1927 si sposa la prima volta con Aase Christoffersen dall'unione con la quale nasce Tore Johnson, futuro fotografo. 
Il capolavoro di Johnson è il Romanen om Olof, un romanzo parzialmente autobiografico in quattro parti. Il protagonista (Olof), come l'autore, cresce nel Norrland degli anni '10 del XX secolo. Le esperienze e il milieu descritti nel romanzo erano nuovi per la letteratura svedese di quel tempo, ma la novità introdotta da Johnson consiste anche nella sperimentazione letteraria tesa alla ricerca del monologo interiore. Il contenuto del romanzo descrive ciò che avviene nella coscienza del protagonista, mentre l'ambientazione reale è limitata quasi esclusivamente alla stanza del protagonista. Da questo romanzo il regista svedese Jan Troell ha tratto il film Ecco la tua vita (Här har du ditt liv)(1966).

### Durante la seconda guerra mondiale
Nel 1940 si risposa con la traduttrice Cilla Johnson da cui ha due figli: Carl-Anders e Maria. 
Negli stessi anni Johnson è redattore (dal 1942 al 1945) della rivista norvegese di protesta Håndslag, oltre che attivo collaboratore della rivista del Samfundet Nordens Frihets. Lo strenuo impegno di Johnson contro il nazismo è rispecchiato nel romanzo Nattövning (1938) e nei Krilonromanen, nei quali la politica mondiale è rappresentata in forma allegorica con personaggi ispirati dalla sua attività nel Nordens Frihet. Sempre in quegli anni Johnson prese parte anche alla Guerra d'inverno prendendo posizione contro i comunisti. Ciò avrà una grande importanza per la sua attività di scrittore nel periodo postbellico. In un discorso agli studenti tenuto nella primavera del 1951 muove delle critiche ai comunisti svedesi e alla politica estera svedese, caratterizzata dal dibattito sul Tredje ståndpunkten. L'atteggiamento politico di Johnson si evolve dal socialismo dell'età giovanile, influenzato dal pensiero di Kropotkin fino al liberalismo degli anni della maturità.

### Romanzi storici
L'ultima fase della produzione letteraria di Johnson è dominata da romanzi di ambientazione storica. Nel 1946 esce il romanzo Strändernas svall, nel quale riprende il motivo omerico del ritorno a casa di Odisseo. Anche il romanzo Drömmar om rosor och eld mostra l'interesse di Johnson per la storia. Ambientato nella Francia del tempo di Richelieu, descrive i processi agli eretici, nei quali si possono rintracciare allusioni ai processi della censura sovietica. Nel romanzo Hans nådes tid (1960) narra dell'epoca di Carlo Magno.
Johnson era anche traduttore. Tradusse, tra gli altri, diverse opere di Jean-Paul Sartre e Jules Verne. Muore il 25 agosto del 1976 e viene sepolto nel Skogskyrkogården di Stoccolma.

### Premio Nobel
Nel 1974 gli fu conferito il Premio Nobel per la letteratura
(Motivazione del Premio Nobel)
Alla consegna dell'onorificenza Karl Ragnar Gierow affermò che Martinson e Johnson avevano arricchito la letteratura proletaria svedese con la loro fama. 
La nomination per il Nobel fu duramente criticata da più parti, in primis perché L'Accademia Svedese aveva scelto due suoi membri per il premio e alcuni criticarono persino le capacità dei due affermando che Johnson e Martinson fossero già da tempo in declino come scrittori.

### Opere in svedese
- De fyra främlingarna (1924)
- Timans och rättfärdigheten (1925)
- Stad i mörker (1927)
- Stad i ljus (1928)
- Minnas (1928)
- Kommentar till ett stjärnfall (1929)
- Avsked till Hamlet (1930)
- Natten är här (1932)
- Bobinack (1932)
- Regn i gryningen (1933)
- Romanen om Olof:

1. Nu var det 1914 (1934)
2. Här har du ditt liv! (1935)
3. Se dig inte om! (1936)
4. Slutspel i ungdomen (1937)

- Nattövning (1938)
- Den trygga världen (1940)
- Soldatens återkomst (1940)
- Krilonromanen:

1. Grupp Krilon (1941)
2. Krilons resa (1942)
3. Krilon själv (1943)

- Sju liv (1944)
- Strändernas svall (1946, för teater 1948)
- Dagbok från Schweiz (1949)
- Drömmar om rosor och eld (1949)
- Lägg undan solen (1951)
- Romantisk berättelse (1953)
- Tidens gång (1955)
- Vinterresa i Norrbotten (1955)
- Molnen över Metapontion (1957)
- Vägar över Metaponto - en resedagbok (1959)
- Hans Nådes tid (1960) (ingår i Världsbiblioteket)
- Spår förbi Kolonos - en berättelse (1961)
- Livsdagen lång (1964)
- Stunder, vågor - anteckningar, berättelser (1965)
- Favel ensam (1968)
- Resa i hösten 1921 (1973)
- Några steg mot tystnaden (1973)

### Opere in italiano
- Il tempo di sua grazia ("Hans nådes tid", 1960, trad. it. 2005), Iperborea (ISBN 88-7091-114-4)
- Le erbe nella Thule-La strada per Klockrike-Nausicaa sola-Sogni di rose e di fuoco-Risalita dal passato, UTET, Scrittori del mondo, I Nobel 1974 (opere di Harry Martinson e di Eyvind Johnson) (ISBN 88-02-02569-X)

### Opere su Evyd Johnson
- (SV) Tora Byström, Nordens frihet: samfundet, tidningen, kretsen, Lund, Sekel Bokförlag, 2009, ISBN 978-91-85767-47-2.
- (SV) Örjan Lindberger, Människan i tiden: Eyvind Johnsons liv och författarskap, Stoccolma, Bonnier, 1990, ISBN 91-0-047904-7.